# Brezna (Gornji Milanovac)
Pour les articles homonymes, voir Brezna.
Brezna (en serbe cyrillique : Брезна) est un village de Serbie situé dans la municipalité de Gornji Milanovac, district de Moravica. Au recensement de 2011, il comptait 153 habitants.
L'église de Brezna est dédiée à saint Démétrios.

## Démographie

### Évolution historique de la population
| 1948 | 1953 | 1961 | 1971 | 1981 | 1991 | 2002 | 2011 |
| ---- | ---- | ---- | ---- | ---- | ---- | ---- | ---- |
| 572  | 559  | 555  | 421  | 376  | 287  | 209  | 153  |

|  |